# Mailleroncourt-Charette
Mailleroncourt-Charette é uma comuna francesa na região administrativa de Borgonha-Franco-Condado, no departamento de Alto Sona. Estende-se por uma área de 10,6 km². Em 2010 a comuna tinha 290 habitantes (densidade: 27,4 hab./km²).